# Élection présidentielle cap-verdienne de 2011
L’élection présidentielle cap-verdienne de 2011 a lieu les 7 et 21 août 2011 afin d'élire pour cinq ans le Président du Cap-Vert. 
Elle est remportée au second tour par Jorge Carlos Fonseca, candidat du Mouvement pour la démocratie (MPD).

## Candidats
| Nom                     | Qualité                                        | Parti           |
| ----------------------- | ---------------------------------------------- | --------------- |
| Manuel Inocêncio Sousa  | Ministre des Affaires étrangères (2001 – 2002) | PAICV           |
| Aristides Raimundo Lima | Président de l'Assemblée nationale (2001-2011) | PAICV dissident |
| Jorge Carlos Fonseca    | Ministre des Affaires étrangères (1991 – 1993) | MPD             |
| Joaquim Monteiro        |                                                | Indépendant     |

## Résultats
| Candidat | Candidat                | 1er tour | 1er tour | 2e tour | 2e tour |
| Candidat | Candidat                | Voix     | %        | Voix    | %       |
| -------- | ----------------------- | -------- | -------- | ------- | ------- |
|          | Jorge Carlos Fonseca    | 60 438   | 37,3     | 97 103  | 54,09   |
|          | Manuel Inocêncio Sousa  | 51 970   | 32,0     | 82 414  | 45,91   |
|          | Aristides Raimundo Lima | 44 500   | 27,4     |         |         |
|          | Joaquim Monteiro        | 3 169    | 2,0      |         |         |

## Réactions
Au soir même du scrutin, Manuel Inocêncio Sousa reconnaît sa défaite et félicite son adversaire pour sa victoire. Le lendemain, le Premier ministre José Maria Neves, du PAICV, félicite lui aussi Fonseca pour sa victoire, qu'il qualifie de « grande journée de plein exercice de la liberté de choix démocratique » affirme son « entière disponibilité » au futur chef de l'État, dans le cadre institutionnel. 
Le même jour, la mission d'observation électorale de l'Union africaine a rapporte « la maturité des acteurs politiques et des citoyens » et salue « la paix, la bonne entente entre les candidats » ainsi que « le respect du Code électoral ». 
Le vainqueur reçoit ensuite des félicitations des présidents portugais, Aníbal Cavaco Silva, est-timorais, José Ramos-Horta, et de la Commission européenne, José Manuel Durão Barroso.

### Source
- (en) Cet article est partiellement ou en totalité issu de l’article de Wikipédia en anglais intitulé « Cape Verdean presidential election, 2011 » (voir la liste des auteurs).